# Čestmír Serafín
Čestmír Serafín (* 12. listopadu 1965 Ostrava) je český elektrotechnik a vysokoškolský učitel, v letech 2014 až 2018 děkan Pedagogické fakulty Univerzity Palackého (PdF UP).

## Život
Narodil se v listopadu 1965 v Ostravě. V letech 1985 až 1990 studoval silnoproudou elektrotechniku na Fakultě strojní a elektrotechnické VŠB-TUO a získal inženýrský titul. V letech 1990 až 1991 působil ve společnosti Severomoravské energetické závody v Ostravě než v letech 1991 až 1994 absolvoval doktorské studium elektroenergetiky na Fakultě elektrotechnické VŠB-TUO a získal doktorský titul (Dr.). V letech 1994 až 1996 působil jako odborný asistent na Katedře obecné elektrotechniky Fakultě elektrotechniky a informatiky VŠB-TUO než v roce 1996 odešel pracovat jako odborný asistent na Katedru technické výchovy Pedagogické fakulty Univerzity Palackého.
V letech 1997 až 1999 si své vzdělání doplnil studiem pedagogiky na PdF UP, přičemž v roce 1999 se stal vedoucím Katedry technické výchovy. V letech 2000 až 2001 absolvoval studium inženýrské pedagogiky na ČVUT v Praze a v Klagenfurtu a získal titul Ing.Paed.IGIP. V roce 2006 se stal proděkanem PdF UP pro organizaci, rozvoj a celoživotní vzdělávání. O rok později se na PdF UP habilitoval v oboru pedagogika. V roce 2010 začal pracovat jako proděkan výstavbu a rozvoj a zároveň se stal statutárním zástupcem tehdejší děkanky Libuše Ludíkové. V roce 2014 se stal děkanem PdF UP. Ve funkci setrval jedno volební období do roku 2018, kdy jej opět vystřídala Libuše Ludíková.
V září 2018 začal pracovat na Univerzitě Konstantina Filozofa v Nitře, kde zároveň absolvoval profesorské řízení a stal se profesorem oborové didaktiky. V rámci své odborné činnosti se zabývá elektrotechnikou, elektronikou obecně, automatizací a mechatronikou, předmětovou didaktikou nebo bezpečností práce.